# Bouzon-Gellenave
Bouzon-Gellenave is een gemeente in het Franse departement Gers (regio Occitanie) en telt 181 inwoners (2005). De plaats maakt deel uit van het arrondissement Mirande.

## Geografie
De oppervlakte van Bouzon-Gellenave bedraagt 10,4 km², de bevolkingsdichtheid is 17,4 inwoners per km².
De onderstaande kaart toont de ligging van Bouzon-Gellenave met de belangrijkste infrastructuur en aangrenzende gemeenten.

## Demografie
Onderstaande figuur toont het verloop van het inwonertal (bron: INSEE-tellingen).